# میدان نفتی شادگان
میدان نفتی شادگان از میدان‌های نفتی ایران است، که در محدوده شهرستان شادگان، در استان خوزستان و در فاصله ۶۰ کیلومتری از جنوب غربی اهواز قرار دارد. این میدان در سال ۱۳۴۷ توسط شرکت اکتشاف و تولید نفت ایران کشف شد و بهره‌برداری از آن نیز در سال ۱۳۶۷ توسط شرکت ملی نفت ایران آغاز گردید. میدان شادگان از میدان‌های تحت مدیریت شرکت ملی مناطق نفت‌خیز جنوب است، که عملیات تولید از آن توسط شرکت بهره‌برداری نفت و گاز مارون انجام می‌شود.
میدان شادگان دارای ۲۳ کیلومتر طول و ۶ کیلومتر عرض می‌باشد و شامل مخازن نفتی آسماری و بنگستان است. در حال حاضر ظرفیت تولید نفت خام این میدان به‌طور میانگین معادل ۶۶ هزار بشکه در روز می‌باشد، که روزانه ۶۱ هزار بشکه از مخزن آسماری و ۵ هزار بشکه نفت از مخزن بنگستان استخراج می‌شود.

## تاریخچه
میدان نفتی شادگان در سال ۱۳۴۷ با حفاری اولین چاه اکتشافی در سازند آسماری، توسط شرکت سهامی اکتشاف و تولید نفت کشف شد، ولی بهره‌برداری از آن در سال ۱۳۶۷ آغاز گردید. مخزن بنگستان میدان نفتی شادگان در سال ۱۳۷۵ کشف شد و بهره‌برداری از آن در سال ۱۳۸۷ آغاز گردید. میدان نفتی شادگان از میدان‌ها تحت مدیریت شرکت ملی مناطق نفت‌خیز جنوب است، که عملیات تولید از آن توسط شرکت بهره‌برداری نفت و گاز مارون انجام می‌گیرد.

## مخازن

### آسماری
مخزن آسماری میدان نفتی شادگان از دو لایه تحت عنوان آسماری فوقانی و آسماری تحتانی تشکیل شده‌است. وجود نفت در مخزن آسماری این میدان، با حفر اولین چاه در سال ۱۳۴۷ به اثبات رسید و بهره‌برداری از آن در سال ۱۳۶۷ آغاز شد و هم‌اکنون ۶۲ هزار و پانصد بشکه نفت در روز از مخزن آسماری میدان شادگان تولید می‌شود.

### بنگستان
در سال ۱۳۷۵ چاه شماره۴ در مخزن بنگستان میدان نفتی شادگان حفاری و در فروردین ۱۳۸۷ بهره‌برداری از این مخزن آغاز شد، که با حفاری چاه‌های شماره ۱۳ و ۱۴ و نصب تسهیلات سرچاهی و احداث خط لوله جریانی، بهره‌برداری از این دو چاه، به ترتیب در بهمن و اسفند سال ۱۳۸۷ آغاز و در حال حاضر روزانه ۵ هزار بشکه نفت از مخزن بنگستان میدان شادگان تولید می‌شود.

## مشخصات زمین‌شناسی
میدان نفتی شادگان در استان خوزستان، در محدوده شهرستان شادگان، در جنوب غربی ایران مستقر می‌باشد. میدان نفتی شادگان در جنوب غربی فروافتادگی دزفول و در حدود ۶۰ کیلومتری جنوب شرقی شهر اهواز قرار دارد، که در سال ١٣۴٧ با حفر نخستین چاه نفت، وجود نفت در سازند آسماری آن به اثبات رسید. این میدان از نظر ساختار زمین‌شناسی یک تاقدیس متقارن، با ابعادی به طول ۲۳ کیلومتر و عرض ۶ کیلومتر، در افق سازند آسماری و هم سو با روند ساختمانی دیگر میدان‌های حوضه نفتی زاگرس (شمال‌غربی-جنوب‌شرقی) است. این میدان نفتی از شمال با میدان نفتی مارون، از شرق با میدان نفتی رامشیر، از جنوب با میدان نفتی منصوری و از غرب با میدان نفتی اهواز مجاور است.